# Jérôme Bonaparte

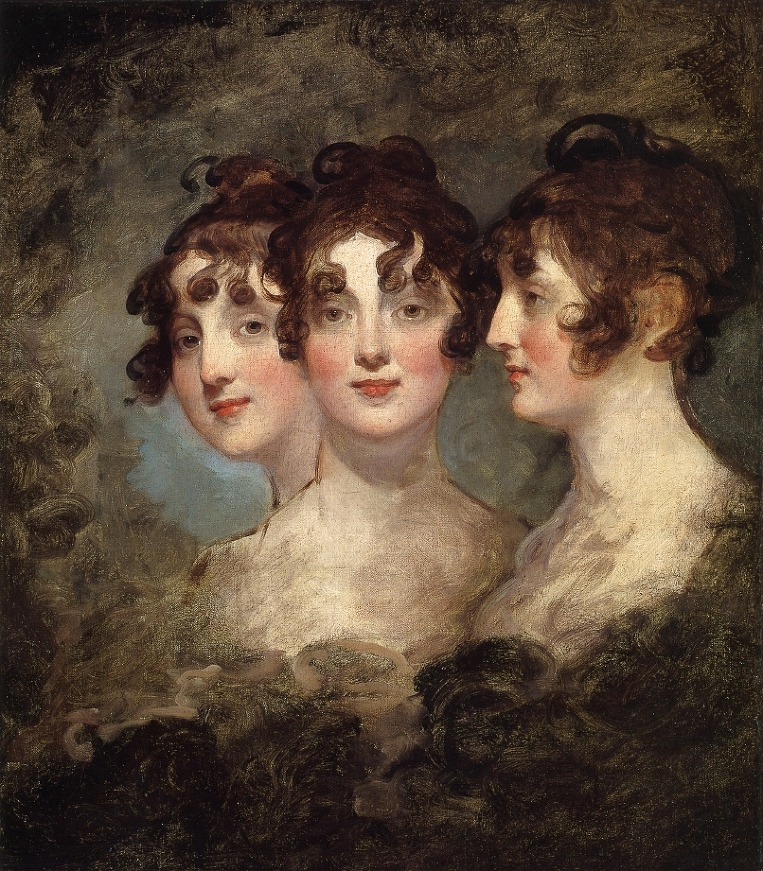
Elizabeth Patterson door Gilbert Stuart (1804)

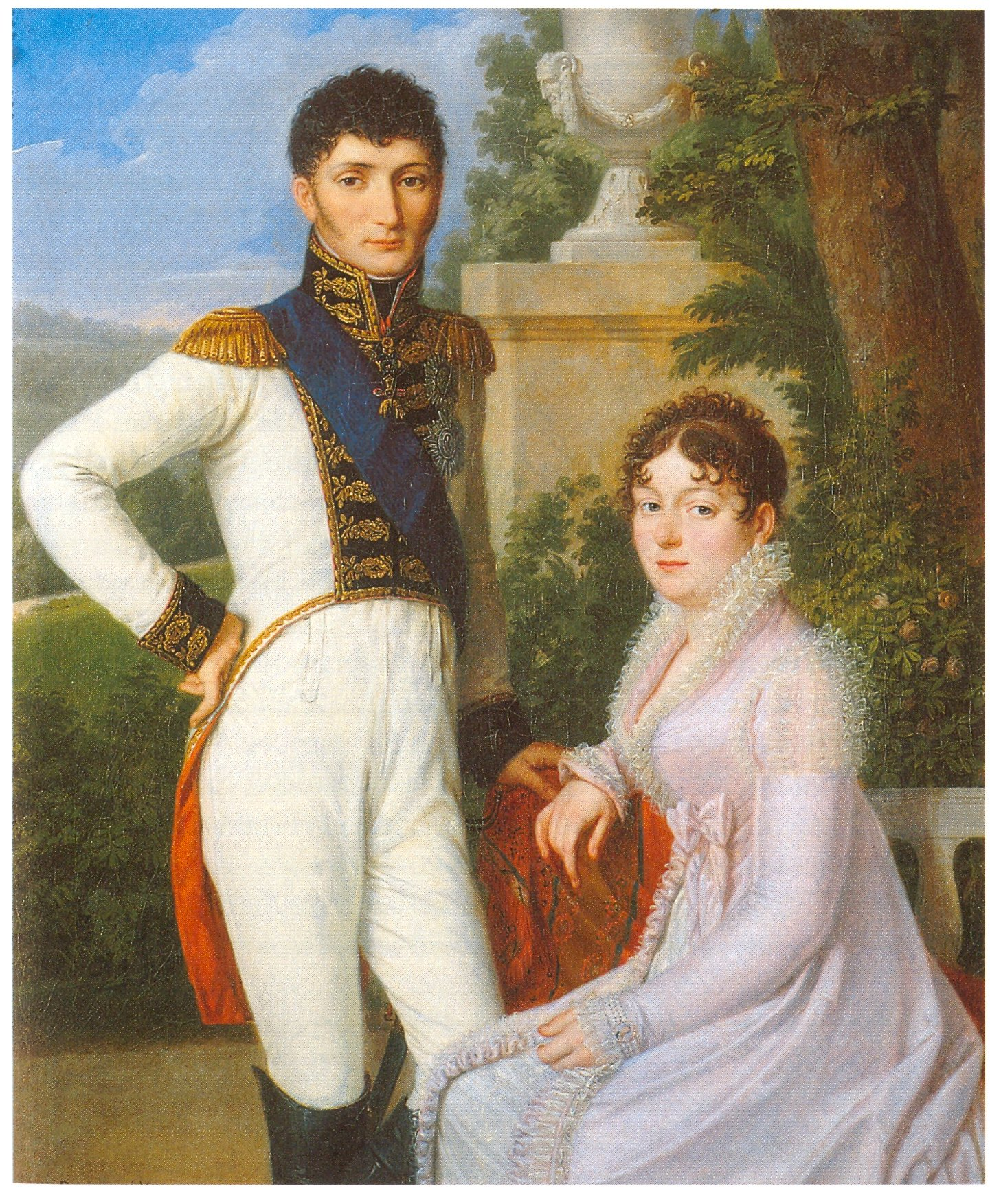
Jérôme en Catharina als koning en koningin van Westfalen door Sebastian Weygandt (1810)

Jérôme Bonaparte (Ajaccio, 15 november 1784 – Kasteel Villegénis bij Parijs, 24 juni 1860), was de jongste broer van Napoleon Bonaparte. Op last van zijn broer was hij van 1807 tot 1813 als Hiëronymus Napoleon koning van Westfalen. Als enige van de gebroeders Bonaparte speelde hij ook een politieke rol onder Napoleon III.

## Leven

### Jeugd en militaire carrière
Jérôme (Italiaans: Girolamo) werd in 1784 op Corsica geboren als achtste en laatst overlevende kind van Carlo Maria Buonaparte en Maria Laetitia Ramolino. Hij bezocht het Collège de Juilly en begon na de staatsgreep van 18 Brumaire een carrière in de marine, na een korte tijd in de garde van zijn broer te hebben gediend. Als marine-luitenant begeleidde hij in 1801 generaal Charles Leclerc, de man van zijn zuster Pauline, naar Haïti en zeilde van daaruit naar Martinique. Achtervolgd door de Engelsen zette hij koers naar de Verenigde Staten.
In Baltimore huwde hij op 27 december 1803 de rijke koopmansdochter Elizabeth Patterson (1785-1879). Uit het huwelijk werd Jérôme Napoleon Bonaparte (1805-1870) geboren, die in Frankrijk opzien baarde door zijn grote gelijkenis met Napoleon I. Zijn nakomelingen bleven in Amerika wonen.
In mei 1805 keerde vader Jérôme terug naar Frankrijk, waar hij op bevel van Napoleon scheidde van Patterson. In opdracht van zijn keizerlijke broer bevrijdde hij 250 Genuezen die door de bei van Algiers, Mustafa VI, in slavernij werden gehouden. Daarna bracht hij onder opperbevel van Jean-Baptiste Philibert Willaumez een eskader naar Martinique, van waaruit hij eind 1806 terugkeerde naar Frankrijk, waar hij tot prince français benoemd werd, maar zonder opvolgingsrecht. In Silezië leidde hij met Dominique Vandamme het 10e legerkorps in de strijd tegen Pruisen. Op 6 januari 1807 trok hij Breslau binnen en veroverde meerdere vestingen.

### Koning van Westfalen
Jérôme sloot in augustus 1807 een nieuw huwelijk met prinses Catharina van Württemberg (1783-1835), de dochter van koning Frederik I van Württemberg. Enige maanden later kreeg hij een troon, in navolging van zijn broers Jozef en Lodewijk, die aangesteld waren als koning van Napels en van Holland. Op 1 december 1807 benoemde Napoleon hem tot koning van het nieuwe koninkrijk Westfalen, dat was samengesteld uit onder meer het voormalige hertogdom Brunswijk, Hessen-Kassel en delen van Hannover en Pruisen.
Als koning leefde hij met veel pracht en praal, goedmoedig, maar onbekommerd om het wel en wee van het volk. Zijn verkwistende levensstijl, gecombineerd met Napoleons steeds groter wordende eisen, ruïneerden 's lands financiën. Zijn bijnaam König Lustig dankte hij aan het dagelijks herhaalde Morgen wieder lustig, zowat de enige Duitse woorden die hij sprak. In het dialect van Noord-Hessen leeft zijn naam Jérôme, verbasterd tot Schrohm, voort als aanduiding voor een schalk of rokkenjager.
Historici zijn het er over eens dat Jérôme de minst succesvolle van Napoleons broers was. Zijn enorme schulden werden herhaaldelijk betaald door familieleden zoals Napoleon, zijn moeder Leatitia en zijn beide eerste twee schoonvaders.
De koning voerde een op Franse leest geschoeide grondwet in. De regionale rechtsverschillen, de voorrechten van adel en geestelijkheid en de lijfeigenschap werden afgeschaft en Frans recht en bestuur ingevoerd. De potentieel heilzame invloed van deze maatregelen werd tenietgedaan door de hoge belasting en de drukkende dienstplicht. Ook veroorloofde Napoleon zich willekeurige ingrepen in zijn Westfaalse satellietstaat. De malaise lokte verschillende opstanden tegen het regime uit, met name in 1809 te Marburg, onder Wilhelm von Dörnberg, en in Maagdenburg.
Jérôme nam in Napoleons strijd tegen Oostenrijk van 1809 deel aan de inval in Saksen en was in 1812 aanvoerder van het 4e legerkorps tijdens de Veldtocht van Napoleon naar Rusland. Hij vestigde zich met zijn gevolg in het kasteel van Mir. Door zijn nalatigheid kon Pjotr Bagration zich op 6 augustus met Michael Andreas Barclay de Tolly verenigen, waarvoor Napoleon hem terugstuurde naar Westfalen. Aleksandr Tsjernysjov verdreef Jérôme op 30 september 1813 uit zijn hoofdstad Kassel. Hij keerde voor korte tijd terug maar vluchtte definitief toen hij Napoleons nederlaag bij de Volkerenslag bij Leipzig vernam. Daarbij nam hij enige miljoenen in contanten en vele kunstschatten mee. De geallieerden hieven het koninkrijk terstond op.

### Na de napoleontische tijd

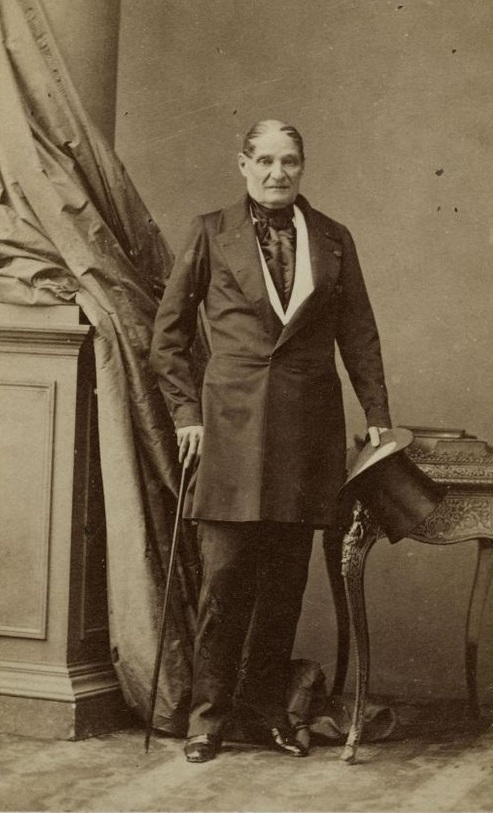
Jérôme Bonaparte ca. 1852

Na de Eerste Vrede van Parijs (1814) verbleef Jérôme enige tijd in Zwitserland, vervolgens in Graz en vanaf 1815 in Triëst in de Villa Necker. In 1815 tot pair benoemd, steunde hij Napoleon gedurende de Honderd Dagen en streed hij in de slagen bij Ligny en Waterloo. Na Napoleons definitieve nederlaag ging hij naar Zwitserland en vervolgens naar zijn vrouw in Ellwangen. Zijn schoonvader, Frederik I van Württemberg, verleende hem op 1 augustus 1816, kort voor diens dood, de titel vorst van Montfort.
Hij leefde sinds 1816 in Oostenrijk, sinds december 1819 weer in Triëst, sinds 1821 in Schönau bij Wenen en sinds 1827 in Rome. Na zijn verbanning uit de Kerkelijke Staat in 1831 leefde hij eerst in Lausanne, daarna meestal in Florence en vanaf 1840 in België. In 1847 kreeg hij toestemming naar Frankrijk terug te keren. Nadat zijn neef Lodewijk Napoleon (Napoleon III) in 1848 tot president was gekozen, werd hij gouverneur van de Invalides en maarschalk van Frankrijk. Bij de troonsbestijging van zijn neef tot keizer op 4 december 1852 werd hij erkend als Frans prins van den bloede met het predicaat Keizerlijke Hoogheid. Als mogelijk troonopvolger werd hij voorzitter van de Senaat.
Zijn derde huwelijk, in 1853 met Giustina Pecori-Suárez (1811-1903), was morganatisch. Hij stierf in 1860 te Villegenis, Frankrijk.

## Kinderen

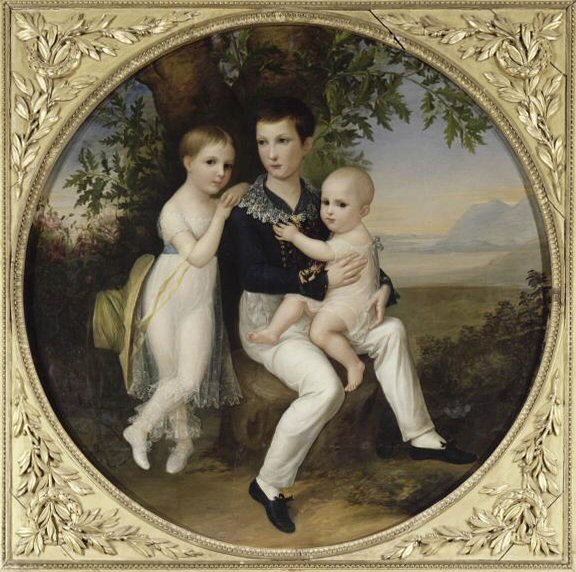
De kinderen van Jérôme Bonaparte, Michel Ghislain Stapleaux, Palais Fesch te Ajaccio

Uit Jérômes eerste huwelijk met Elizabeth Patterson werd één zoon geboren, die niet erfgerechtigd was:
- Jérôme Napoleon Bonaparte (1805-1870)

Bij Catharina van Württemberg verwekte hij drie kinderen:
- Jérôme Napoleon Karel Bonaparte (1814-1847), 2e vorst van Montfort, Württembergs kolonel
- Mathilde Laetitia Wilhelmine Bonaparte (1820-1904), gehuwd met Anatoli Demidov
- Napoleon Jozef Karel Paul Bonaparte (1822-1891), "Plon-Plon", gehuwd met Maria Clothilde van Savoye. Van hem stammen de huidige Bonapartes af.

## Werk
- Mémoires et correspondance du roi Jérôme et de la reine Catherine (Parijs, 1861-1864, 5 banden)